# Erholungsort

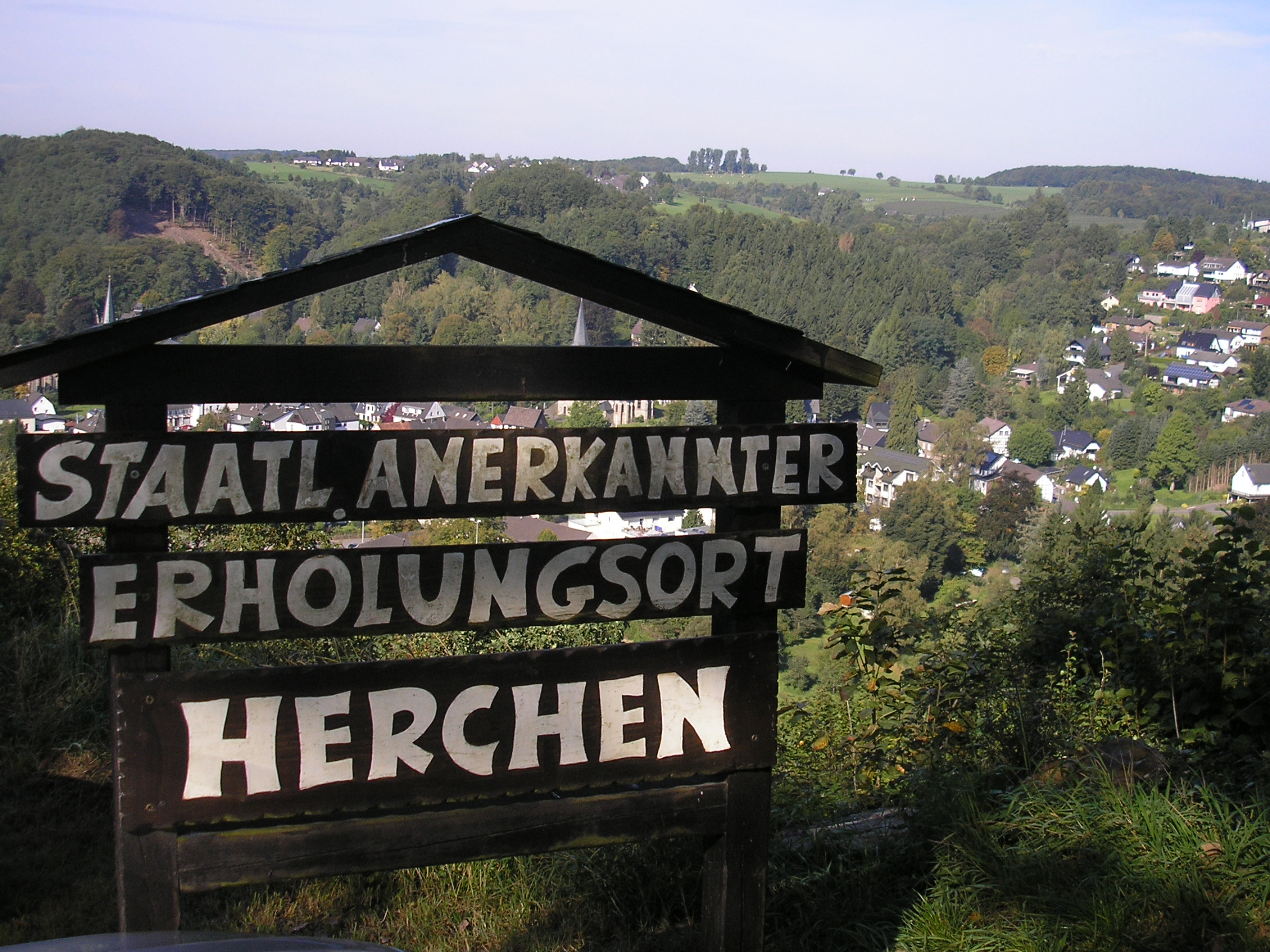
Hinweisschild auf einen staatlich anerkannten Erholungsort

Mit dem Prädikat Erholungsort oder staatlich anerkannter Erholungsort wird in mehreren deutschen Ländern eine Gemeinde oder ein Gemeindeteil ausgestattet aufgrund der als besonders begutachteten Eignung zur Erholung z. B. im Rahmen eines Erholungsurlaubs mit einwandfreier Luftqualität.
In Deutschland erfolgt die Anerkennung zum „staatlich anerkannten Erholungsort“ durch das zuständige Ministerium des jeweiligen Landes bzw. durch die „Ämter für regionale Landesentwicklung“; als Grundlage dienen die Begriffsbestimmungen – Qualitätsstandards für die Prädikatisierung von Kurorten, Erholungsorten und Heilbrunnen des Deutschen Heilbäderverbands e. V. und des Deutschen Tourismusverbands e. V.; erstmals taucht der Begriff auf im Titel der 2. Auflage von 1951.
Das Prädikat wird an Ortschaften vergeben, deren Luft und Klima Eigenschaften aufweisen, die der Erholung förderlich sind. Das Gutachten muss regelmäßig erneuert werden. Im Gegensatz zu Luftkurorten und anderen Kurorten müssen in Erholungsorten keine medizinischen Einrichtungen zur Durchführung von Kur- bzw. Rehamaßnahmen vorhanden sein. Voraussetzung ist jedoch eine auf Tourismus ausgelegte Infrastruktur.
Daneben gibt es noch „staatlich anerkannte Fremdenverkehrsgemeinden“, die bestimmte gesetzliche Voraussetzungen erfüllen müssen.

## Anerkennungsverfahren und -kriterien in den Bundesländern
In Bayern ist die Anerkennung von Gemeinden als Kur- oder Erholungsorte in der „Verordnung über die Anerkennung als Kur- oder Erholungsort und über die Errichtung des Bayerischen Fachausschusses für Kurorte, Erholungsorte und Heilbrunnen (Bayerische Anerkennungsverordnung – BayAnerkV)“ geregelt. Eine Gemeinde oder ein Gemeindeteil kann als Erholungsort anerkannt werden, wenn eine landschaftlich attraktive und klimatisch günstige Lage gegeben ist, touristische Einrichtungen der Beherbergung, Verköstigung, Information sowie für sonstige touristische Aktivitäten vorhanden sind, die durchschnittliche Übernachtungsdauer der Gäste in der Regel mindestens drei Nächte beträgt, die Zahl der Gästeübernachtungen in der Regel das Siebenfache der Einwohnerzahl übersteigt und ein der Erholung und touristischen Bedeutung entsprechender Ortscharakter vorliegt. Ein in dieser Weise staatlich anerkannter Erholungsort kann nach dem Kommunalabgabengesetz (§7) eine „Kurabgabe“ verlangen (auch: „Kurtaxe“).
In Niedersachsen können Gemeinden auf Grundlage § 9 des niedersächsischen Kommunalabgabengesetzes (NKAG) für bestimmte fremdenverkehrsbezogene Zwecke einen „Fremdenverkehrsbeitrag“ erheben.
In Sachsen-Anhalt sind auf der Grundlage der Verordnung über die Anerkennung von Kur- und Erholungsorten
(KurortVO) 32 Orte mit dem Prädikat „Erholungsort“ ausgezeichnet. Kriterien sind eine landschaftlich bevorzugte und klimatisch günstige Lage, für die Erholung geeignete Einrichtungen und ein entsprechender Ortscharakter, ein Angebot an Radwegen, ein erschlossenes Wanderwegenetz sowie Möglichkeiten für Sport und Spiel und eine durchschnittliche Aufenthaltsdauer der Gäste von in der Regel mindestens zweieinhalb Tagen (§ 8 der Verordnung).

## Listen von Erholungsorten
- Staatlich anerkannte Erholungsorte in Mecklenburg-Vorpommern
- Liste der Kur- und Erholungsorte in Sachsen

Weitere Gemeinden finden sich in der Kategorie:Staatlich anerkannter Erholungsort in Deutschland.